# Vassili Rozanov
Pour les articles homonymes, voir Rozanov.
Vassili Vassilievitch Rozanov (en russe : Василий Васильевич Розанов), né à Vetlouga le 20 avril 1856 (2 mai dans le calendrier grégorien) et mort à Serguiev Possad le 23 janvier 1919, est un écrivain et polémiste russe.

## Biographie
Il commence une carrière de professeur d'histoire et de géographie en province et émerge lentement dans le monde des lettres, publiant fréquemment des textes - son premier texte est intitulé De la Compréhension en 1886 - et des articles dans une revue assez peu lue (à l'époque), Le Messager russe, s'impliquant dans les débats du temps (critiquant Vladimir Soloviev, demandant à Léon Tolstoï de revenir dans le giron de l'Église orthodoxe).
C'est à la fin des années 1890 qu'il se fait connaître, notamment grâce au groupe des « Décadents » : Dimitri Merejkovski, Zénaïde Hippius, Dmitri Filosofov, Alexandre Blok, Andreï Biély et Léon Chestov sont très élogieux à son égard.
Il fonde avec Dmitri Filosofov, qui avait alors rompu avec Mir Iskousstva, Anton Kartachev, Zinaïda Hippius et Dimitri Merejkovski la revue Nouveau chemin (Novy Pout), qui deviendra une des bêtes noires de l'ultraconservateur Pobiedonostsev. Il peut alors donner toute sa mesure dans ce laboratoire d'idées religieuses, sociales et historiques. Il peut développer notamment les grands thèmes qui irriguent son œuvre désormais : l'opposition entre paganisme et christianisme, l'exaltation des vertus vitales (joie de vivre et éloge de la procréation) du peuple juif, la description du christianisme comme une maladie vitale, une religion de la tristesse et de la plainte symbolisée par ses moines orthodoxes (les hommes de la clarté lunaire), la nécessaire réhabilitation de la sexualité pour la destinée du christianisme. Il est exclu du groupe en 1912 pour un article antisémite (exaltant la destinée sacrificielle des Juifs au moment d'une vague de pogroms).
Ses prises de positions sont fluctuantes, rendant inclassables ses pensées religieuses et politiques. Il ne publie pas d'œuvre majeure, mais la plupart du temps des articles parfois regroupés en recueil, à l'instar des Essais littéraires publiés en 1899. Il collabore à partir de 1899 au journal conservateur Novoïé Vrémia. Mais il écrit également dans des journaux de gauche ou dans le très libéral Rousskoïé Slovo sous le pseudonyme de Vervarine.
Au début des années 1910 paraissent Esseulement (1910-1911) et Les Feuilles tombées (1912-1913), deux œuvres impressionnistes où chaque pensée, née de réflexions quotidiennes, est inscrite avec le lieu et le moment où elle est née : le plan du quotidien, du comportement de telle servante ou de tel passant, au plaisir de la numismatique à laquelle Rozanov s'adonne, en passant par les phénomènes météorologiques et bien d'autres, est associé aux pensées métaphysiques et religieuses. L'écriture de Rozanov marque ainsi une étape dans la littérature russe par son impressionnisme et sa fragmentation. L'égotisme est assumé, la vie privée est exaltée comme un absolu alors que les clivages idéologiques et les pensées sociales dominent la vie intellectuelle russe. La pensée de la mort y occupe une place de plus en plus importante : depuis 1907, sa femme est frappée par une maladie incurable.
La guerre le transforme en nationaliste, mais ce sentiment cohabite sans difficulté avec une désinvolture sur le sort de la guerre, surtout lorsque les Allemands semblent gagner.
La période révolutionnaire est marquée dans l'œuvre de Rozanov par une exacerbation du sentiment anti-chrétien dont témoignent ses derniers écrits : Lettres à Gollerbach, Les Motifs Orientaux, L'Apocalypse.
Il passe les dernières semaines de sa vie à la laure de la Trinité-Saint-Serge, où sa fille Véra est religieuse et où son ami Paul Florensky peut l'accueillir. Il doit lutter contre la sclérose qui le paralyse rapidement ; c'est donc sa fille qui s'occupe de lui et de sa femme, paralysée elle aussi. C'est le moment d'un ultime revirement vers l'Église orthodoxe. Il remet à Florensky ses notes et manuscrits, demande les derniers sacrements et meurt le 23 janvier 1919.

## Œuvres
- De la compréhension, 1886: ouvrage de philosophie et de pédagogie. Sans écho.
- La Légende du Grand Inquisiteur, 1894: ouvrage sur Fiodor Dostoïevski et Nicolas Gogol.
- Литературные очерки (Essais littéraires), 3 vol, Saint-Pétersbourg, 1899: recueil de ses textes
- В мире неясного и нерешённого (Dans le monde vague et indécis), Saint-Pétersbourg, 1901
- Vynos Kymirov (L'Effondrement des idoles), 1903
- Декаденты (Les Décadents), Saint-Pétersbourg, 1904;
- Autour des murs de l'Église
- le Problème familial en Russie
- Impressions italiennes — СПБ, 1909;
- Les Hommes de la clarté lunaire, Saint-Pétersbourg, 1911
- Face sombre, 1911: recueil d'articles sur le christianisme
- Ouyedinennoe (Esseulement), 1912
- Srédi khoudojnikov (Au milieu des artistes), Saint-Pétersbourg, 1914
- Voïna 1914 i rousskoe vozrojdenie, Saint-Pétersbourg, 1915;
- Опавшие листья (Feuilles tombées), Saint-Pétersbourg, vol 1, 1913, vol 2 1915
- (ru) Из последних листьев. Апокалиптика русской литературы // «Книжный угол». — 1918. — № 5;
- Lettres à Gollerbach, Les Motifs Orientaux, L'Apocalypse, Berlin, 1922

### Éditions en français
: document utilisé comme source pour la rédaction de cet article.
- L'Effondrement des idoles (trad. Anna d’Oranovskaïa), 1909 (lire en ligne)
- L’Apocalypse de notre temps , précédé d'Esseulement (trad. Vladimir Pozner et Boris de Schlœzer), Plon, 1930. / ré-éd. : L’Apocalypse de notre temps (trad. Vladimir Pozner et Boris de Schlœzer), éditions Ivrea, 1997.
- Feuilles tombées (trad. Jacques Michaut, préf. Georges Nivat), Lausanne, L'Age d'Homme, coll. « Classiques slaves », 1990, 444 p. (ISBN 2-8251-2080-4, lire en ligne)
- Dernières feuilles (trad. Jacques Michaut Paterno, préf. Jacques Michaut Paterno), Genève, Editions des Syrtes, 2015, 411 p. (ISBN 978-2-940523-23-8) ; son traducteur a reçu une Mention spéciale au Prix Russophonie 2015 pour cette traduction.
- "A propos de La Légende du Grand Inquisiteur" (pp 117 - 270), suivi de "Quelques lettres de K.N. Léontiev à V.V. Rozanov" (pp 270 - 289), dans, La Légende du Grand Inquisiteur de Dostoïevski, commentée par Konstantin Léontiev, Vladimir Soloviev, Vassili Rozanov, Serge Boulgakov, Nicolas Berdiaev, Sémion Frank, traduit du russe et présenté par Luba Jurgenson, éditions de L'Age d'Homme, Lausanne & Paris, 2004, pp 117 à 289.

Anthologie :
- La Face sombre du Christ, Paris, Gallimard, coll. « NRF », 1964: choix de textes extraits des principales œuvres de Rozanov. L'édition fait découvrir au lecteur français la trajectoire de l'écrivain avec une notice biographique de 62 pages par Joseph Czapski et un classement chronologique des textes traduits par Nathalie Reznikoff.